# Louise Aron-Caen
Pour les articles homonymes, voir Aron et Caen (homonymie).
Louise Aron-Caen, née le 4 août 1829 à Étain et morte le 3 octobre 1918 à Versailles, est une peintre et sculptrice française.

## Biographie
Louise Camille Hesse est la fille d'Adolphe Hesse (1805-1862) et de Pauline Aron-Caïn (1809-1884).
En 1849, elle épouse Aaron Hesse (1812-1883), fabricant de boutons.
Élève d'Achille Gallier, elle expose au Salon de 1869 à 1893.
En 1884, elle épouse en secondes noces Eugène Aron-Caen (1829-1911), avocat .
Elle devient vice-présidente de l'Union des femmes peintres et sculpteurs.
Elle meurt à l'âge de 89 ans à son domicile versaillais. Elle est inhumée au cimetière de Montmartre.

## Œuvres exposées aux Salons parisiens
- La Cape et l’épée, au Salon de 1869 (peinture)
- Le Coran, au Salon de 1870 (peinture)
- La Mort d’Euryale, au Salon de 1870 (statue de plâtre)
- Portrait de M. le docteur O., au Salon de 1870 (médaillon de bronze)
- Portrait de M. Gerspach, directeur des Gobelins, au Salon de 1886 (médaillon de plâtre)
- Un Bienfaiteur de l'humanité, au Salon de 1893 (médaillon de bronze)